# Can Mirot
Can Mirot és una casa de Perafita (Lluçanès) inclosa a l'Inventari del Patrimoni Arquitectònic de Catalunya.

## Descripció
Edifici de dos pisos, de planta rectangular molt allargada amb el teulat a doble vessant amb el carener paral·lel a la façana principal. Els murs són fets de pedres irregulars i poc morter, amb carreus ben tallats a les cantonades. La part més antiga de la casa és la part central amb dues portes a la planta baixa i dues finestres al primer pis. Els dos laterals de la casa han estat construccions posteriors per tal d'ampliar l'espai d'habitatges. La porta d'entrada conserva una llinda de pedra gran, mentre que altres obertures les tenen de fusta o de maó.